# Umberto Guidoni
Umberto Guidoni (* 18. srpna 1954 Řím, Itálie) je italský levicový politik a bývalý astronaut. Původně fyzik, od roku 1989 patřil mezi astronauty italské kosmické agentury ASI, roku 1998 přešel do sboru astronautů ESA. V letech 1996 a 2001 absolvoval krátkodobé kosmické lety (STS-75 a STS-100) v amerických raketoplánech Space Shuttle, při druhém navštívil Mezinárodní vesmírnou stanici. Celkem strávil ve vesmíru 27 dní, 15 hodin a 13 minut. Z oddílu kosmonautů odešel poté, co byl roku 2004 na pět let zvolen členem Evropského parlamentu za Stranu italských komunistů. Od roku 2010 je ve straně Levice, ekologie, svoboda zodpovědný za oblast vzdělání.

## Život

### Mládí, fyzik
Umberto Guidoni pochází z Říma, po absolvování lycea nastoupil na Univerzitu La Sapienza, zde roku 1978 získal tituly bakaláře věd (z fyziky) a doktora (astrofyziky). Postgraduální studium spojil v letech 1979–1980 se stáží v Národním výboru pro jaderný výzkum (Comitato Nazionale per l’Energia Nucleare, CNEN). Od roku 1982 byl vědeckým pracovníkem Národního energetického výboru, následující rok odešel do Italského národního výboru pro alternativní zdroje energie (Ente Nazionale Energie Alternative, ENEA), podílel se na vývoji slunečních panelů. Od roku 1984 pracoval v Institutu kosmické fyziky (l’Istituto di Fisica dello Spazio Interplanetario, IFSI), kde se účastnil výzkumu chování družic upoutaných na laně. Výzkum vyústil v přípravu družice TSS, která měla být vynesena do vesmíru raketoplánem Space Shuttle a upoutána k raketoplánu dvacetikilometrovým kabelem.

### Astronaut
V květnu 1989 se stal jedním ze tři astronautů vybraných italskou kosmickou agenturou ASI pro let do vesmíru a realizaci experimentu. V lednu 1990 Italové zahájili kosmonautický výcvik v Johnsonovu vesmírném středisku NASA v Houstonu. Guidoni se nakonec stal náhradníkem Franca Malerby, vybraného k letu. Mise STS-46 proběhla v srpnu 1992, podařilo se však odvinout pouze necelých 260 metrů kabelu.

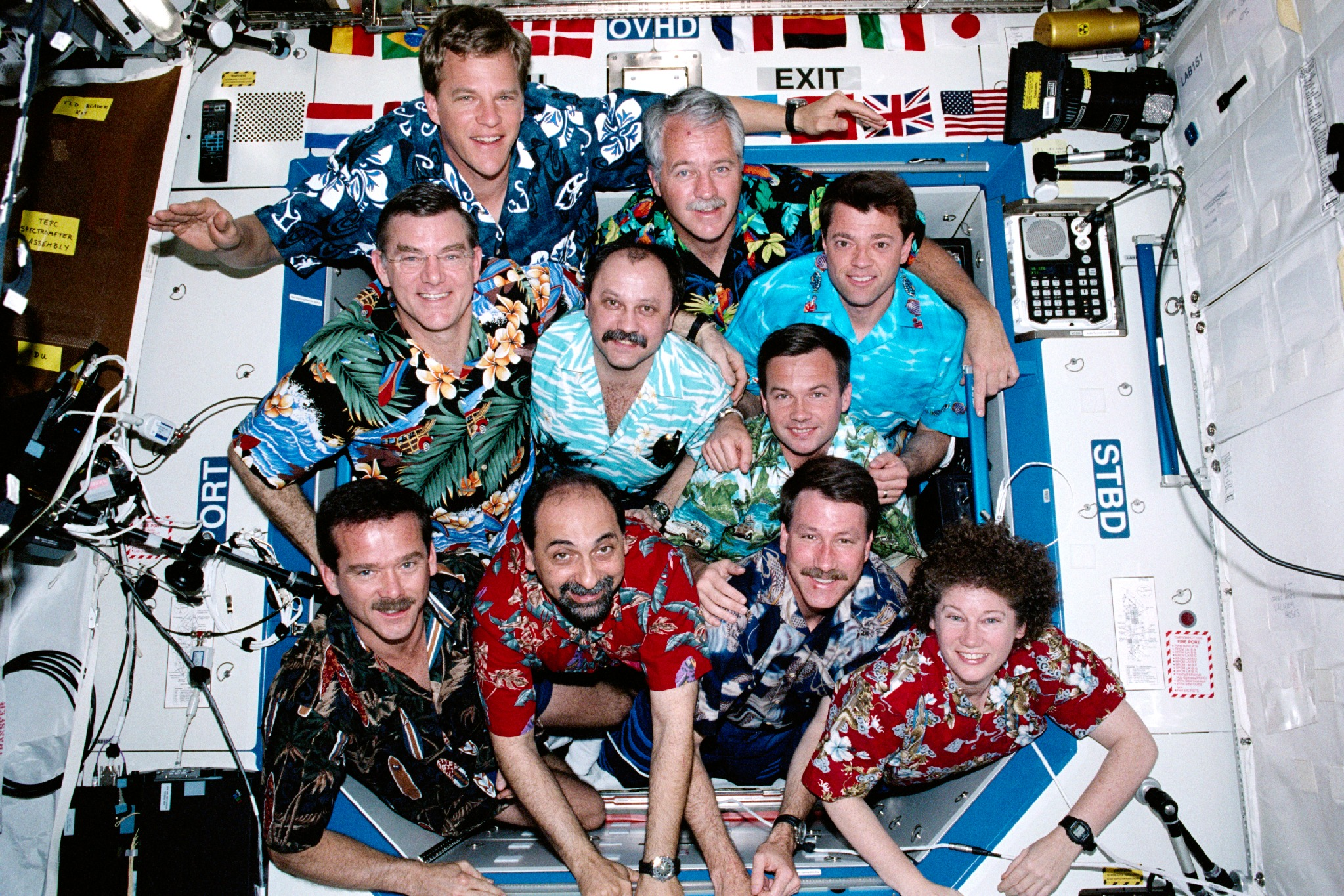
Členové mise STS-100 a Expedice 2 na stanici ISS. Guidoni druhý zleva ve spodní řadě.

V říjnu 1994 byl zařazen do posádky mise STS-75, která měla experiment s upoutanou družicí zopakovat. Do vesmíru vzlétl v raketoplánu Columbia 22. února 1996 ve funkci specialisty pro užitečné zatížení. Astronautům se podařilo odvinout kabel v téměř celé délce. Po odvinutí 19,7 km ale kabel praskl a družice odlétla, pracovala však ještě více než čtyři dny. Raketoplán přistál 9. března 1996.
V letech 1996–1998 prodělal společnou přípravu s astronauty 9. náboru NASA, kterou završil získáním kvalifikace letového specialisty. V srpnu 1998 v rámci sjednocování (západo)evropských skupin astronautů přešel ze zrušeného oddílu ASI do sboru astronautů Evropské kosmické agentury (ESA). Přidělen byl do oddělení robotiky Johnsonova střediska (Astronaut Office Robotics Branch).
V únoru 1999 byl zařazen do posádky letu STS-100 raketoplánu Endeavour. Cílem letu byla doprava zásob v víceúčelovém modulu Rafaello a manipulátoru Canadarm2 na Mezinárodní vesmírnou stanice. Mise proběhla ve dnech 19. dubna – 1. května 2001. Guidoni se stal prvním Evropanem na stanici.
Od roku 2001 pracoval v Evropském středisku kosmických výzkumů a technologií (European Space Research and Technology Centre) v nizozemském Noordwijku. Účastnil se vývoje vybavení evropského modulu ISS Columbus.

### Politik

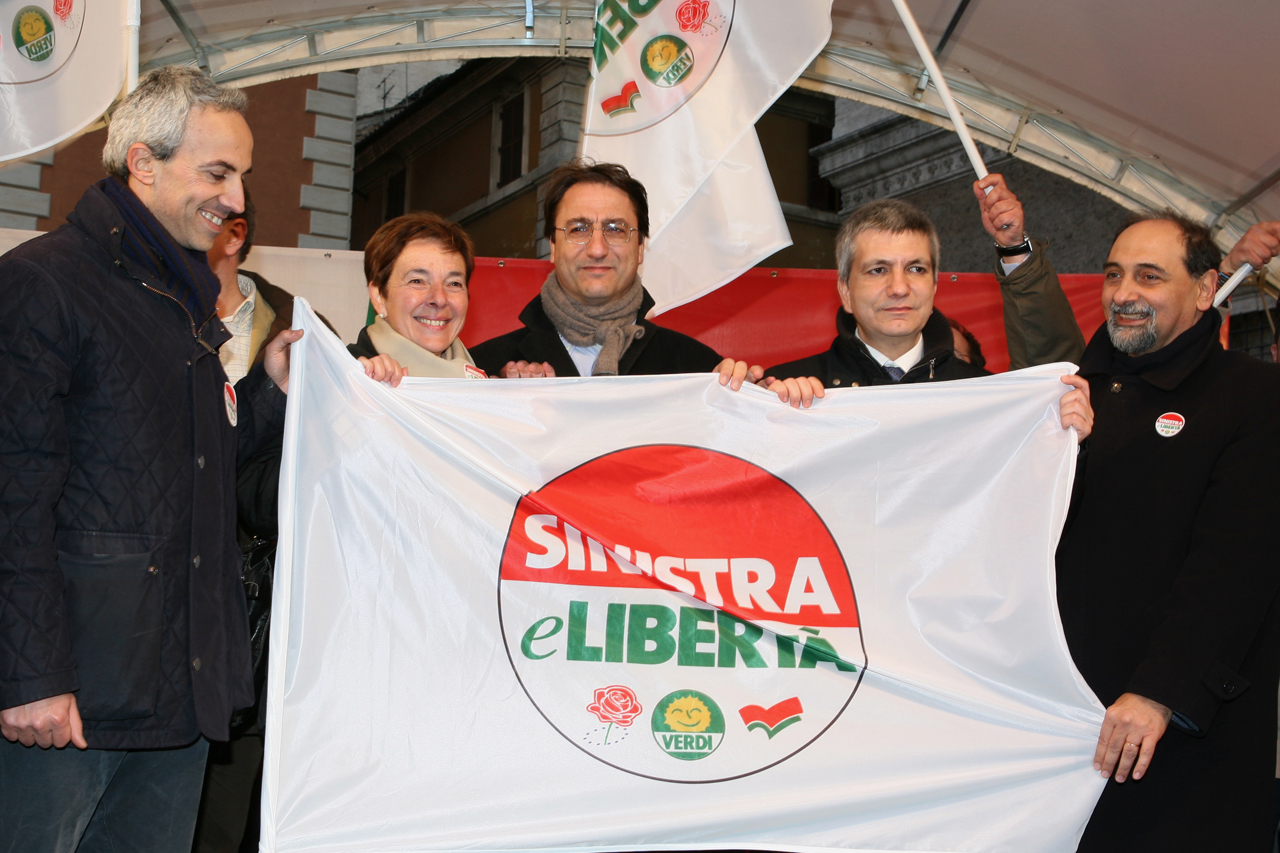
Reprezentanti koalice Levice a svoboda, zleva Marco di Lello, Grazia Francescato, Claudio Fava, Nichi Vendola a Umberto Guidoni. Řím, 21. března 2009.

Z oddílu kosmonautů odešel poté, co byl v červnu 2004 na pět let zvolen členem Evropského parlamentu za Stranu italských komunistů (PdCI). V parlamentu italští komunisté vstoupili do frakce Evropské spojené levice a Severské zelené levice, Guidoni byl členem výboru pro rozpočet a výboru pro průmysl, výzkum a energetiku, náhradníkem výboru pro životní prostředí, zdravotnictví a bezpečnost potravin a dočasného výboru pro klimatické změny.
Roku 2008 zformoval v PdCI frakci „Jednota levice“, která prosazovala úzkou spolupráci s dalšími levicovými stranami a skupinami. V únoru 2009 „Jednota levice“ odešla z PdCI a s několika dalšími levicovými stranami vytvořila koalici Levice a svoboda. Koalice ve volbách do europarlamentu v červnu 2009 nedosáhla na 4% limit a ztratila proto všech svých 13 mandátů, včetně Guidoniho křesla.
V prosinci 2009 se koalice přeměnila ve stranu Levice, ekologie, svoboda. Ve vedení strany zvoleném na prvním sjezdu v říjnu 2010 Guidoni převzal zodpovědnost za školství, univerzity a výzkum.
Umberto Guidoni je ženatý, má syna.